# 路易斯維爾鎮區 (堪薩斯州波特瓦特米縣)
路易斯維爾鎮區（英語：Louisville Township）是位於美國堪薩斯州波特瓦特米縣的一個行政鎮區。

## 地方資料
路易斯維爾鎮區的面積為95.01平方千米，當中陸地面積為94.45平方千米，而水域面積為0.56平方千米。根據2010年美國人口普查的數據，當地共有人口803人，而人口密度為每平方千米8.45人。

## 外部連結
- US-Counties.com
- City-Data.com （页面存档备份，存于）